# 小行星5547
小行星5547（5547 Acadiau）是一颗绕太阳运转的小行星，为主小行星带小行星。该小行星于1980年6月11日发现。

## 轨道参数
小行星5547的轨道半长轴为2.6156337 UA，离心率为0.1234521。